# Gustav Ernst (Politiker)
Gustav Ernst (* 15. Februar 1914 in Rotenburg in Hannover, heute: Rotenburg (Wümme); † im Januar 1999) war ein deutscher Politiker (FDP). Von 1967 bis 1970 sowie von 1974 bis 1978 war er Mitglied des Niedersächsischen Landtages.

## Leben
Gustav Ernst soll einen höheren Rang in der Hitlerjugend innegehabt haben. Zum 1. März 1932 trat er der NSDAP bei (Mitgliedsnummer 1.000.825). Von 1936 bis zum Kriegsende 1945 war er bei der Wehrmacht. Er geriet in Kriegsgefangenschaft und arbeitete anschließend zunächst als Bauhilfsarbeiter, später als kaufmännischer Angestellter.
1947 trat Ernst der FDP bei. Er wurde Vorsitzender des Bezirksverbandes Braunschweig und Mitglied des Landesvorstandes. Von 1967 bis 1970 sowie von 1974 bis 1978 saß er für die FDP im Niedersächsischen Landtag. Als 1976 Ernst Albrecht (CDU) zum niedersächsischen Ministerpräsidenten gewählt wurde, obwohl eine SPD-FDP-Koalition die Mehrheit im Landtag hatte, wurde vermutet, Ernst habe für den CDU-Kandidaten gestimmt. Er setzte sich gegen diesen Verdacht jedoch gerichtlich zur Wehr.
Auch in der Kommunalpolitik war er als stellvertretender Landrat des Landkreises Northeim tätig.